# نیکلاس مونسرات
نیکلاس مونسرات (انگلیسی: Nicholas Monsarrat؛ ۲۲ مارس ۱۹۱۰ – ۸ اوت ۱۹۷۹) یک نویسنده اهل بریتانیا بود. از آثار او می‌توان به دریای بی‌رحم (۱۹۵۱) اشاره کرد.